# 築地利三郎
築地 利三郎（つきじ りさぶろう、1930年〈昭和5年〉2月8日 - 2025年〈令和7年〉3月11日）は、日本の声楽家（バリトン（バスバリトン））。音楽教育者。合唱指揮者。

## 経歴
秋田県大曲市（現：大仙市）出身。弟に洗足学園音楽大学元名誉教授の築地文夫、兄に有機農業運動指導者の築地文太郎がいる。1955年（昭和30年）東京芸術大学卒業。畑中良輔、中山梯一に師事。柔らかく重厚味のある声で、ドイツ歌曲を深く学び、1957年（昭和32年）ヴォルフのみによるリサイタルを開き好評を得たほか、日本歌曲、ロシア歌曲にも独特な味わいをみせている。
オペラでは1953年（昭和28年）二期会第2回公演フリードリッヒ・フロトー『マルタ』でデビュー。モーツァルト『ドン・ジョバンニ』マゼット、リヒャルト・シュトラウス『ナクソス島のアリアドネ』ドルファルディン、清水脩『修善寺物語』金窪兵衛尉 行親、また、1968年（昭和43年）の二期会アメリカ公演・清水脩『婿選び』杢蔵を演じ好評を得る。中西賞を受賞。オペラ出演は二期会、東京室内歌劇場、藤原歌劇団、東京コラリアーズ、労音、新国立劇場等、現在記録されているだけでも48回にのぼっている。
オペラ以外でも、1955年（昭和30年）12月1日には日比谷公会堂にて東京藝術大学ベートーヴェン『荘厳ミサ』のソリストを務める（ソプラノ：伊藤京子、アルト：中村浩子、テノール：五十嵐喜芳、バス：築地利三郎、合唱：東京芸術大学音楽学部学生、管弦楽：東京芸術大学音楽学部管弦学部、オルガン：秋元道雄、指揮：山田和男）。1956年（昭和31年）12月13/14/15日NHK交響楽団第380回定期公演日比谷公会堂ジョセフ･ローゼンストック指揮 ベルリオーズ『キリストの幼時』出演（独唱：小野邦代 五十嵐喜芳 大橋国一 築地利三郎 友竹正則 合唱：国立音楽大学）。1963年（昭和38年）7月14日NHKラジオ立体音楽堂『ミュージカル 湖水の鐘』放送（脚本：寺山修司（鈴木三重吉童話集による）、出演：立川澄人、伊藤エミ、伊藤ユミ、弘田三枝子、友竹正則、築地利三郎、劇団四季、二期会）。同年11月3日芸術祭参加NHKラジオ立体音楽詩『クロヨン・ダム』放送（脚本：木原孝一、音楽：牧野由多可、出演：内田稔、神山繁、宮原卓也、山口京子、中沢桂、金谷良三、築地利三郎、演奏：シャンブル・サンフォニエット、東京混声合唱団）。
1971年（昭和46年）から1年間、東ドイツ文化省の招きで東ドイツ国立ハンス・アイスラー音楽大学で、ヘルベルト・カリガ、ゲルハルト・アイゼンマンに師事。元・二期会会員。
1989年（平成元年）秋田市市制百周年記念創作オペラ鳥井俊之『ねぶり流し物語』主役（道化）及び総監督。2005年（平成17年）2月12日旭川市大雪クリスタルホール音楽堂にて第4回中田喜直記念『雪の降る街を』演奏会（第4回中田喜直記念コンクール前夜祭）に出演（他にソプラノ：中沢桂、ピアノ：三浦洋一、特別出演：中田幸子）、コンクール本選では前夜祭のメンバーと畑中良輔とともに審査員を務める。2006年（平成18年）12月24日青の会第83回演奏会にて畑中良輔作曲『低声のための三つの抒情歌』を歌う。2007年（平成19年）3月31日秋田アトリオン音楽ホールにて「築地利三郎と若い仲間たちによる音楽会」を開催。2009年（平成21年）10月31日ムジク・ピアフォーヌ（目黒区駒場）にて「秋空へ捧ぐ歌 高田剛志チェロコンサート－バスバリトンの名匠、築地利三郎氏を招いて－」出演。2010年（平成22年）2月14日旭川市大雪クリスタルホール音楽堂にて第9回中田喜直記念コンクール『雪の降る街を』本選審査員。2012年（平成24年）4月1日秋田アトリオン音楽小ホールにて「高田剛志チェロコンサート－祈り－」に出演。
音楽教育者としては、1957年（昭和32年）声楽研究団体「秋声会」主宰。1968年（昭和43年）聖霊女子短期大学助教授、後に教授を経て、現在同大学名誉教授。1975年（昭和50年）には「秋田県民オペラ協会」の設立に参画して数多くのオペラの公演やコンサートの音楽監督を務めている。また、1984年（昭和59年）から「第九交響曲を歌う会」の合唱の指導・指揮も続けているほか、各地の学校で音楽教室を開き200回を越える演奏を行っている。1990年（平成2年）9月には還暦記念リサイタル「ドイツ名歌の夕べ」を開催するなど秋田県芸術文化の向上に多大な貢献をしている。
門下生は多彩であり、宮﨑京子、三澤由美子、川崎嘉昭、照井咲枝、森田純司、阿部未来、川口洋一郎、田中裕子、三浦智津子、羽田康次、中鉢聡、松尾政子、小玉貴理子、石川佳代、能美新などがいる。
合唱指揮者としては、上記のほか、1993年（平成5年）6月26日秋田市民合唱団第4回演奏会を指揮している。

## 主な受賞歴
- 1968年（昭和43年）中西賞
- 1990年（平成2年）秋田県文化功労者[2]

## 主な録音
下記のほか、唱歌のオムニバス版の録音等が存在している。
- 間宮芳生・林光作品集 三浦洋一/中村邦子/伊藤叔/瀬山詠子/築地利三郎/野口龍/間宮芳生 ビクター 1991年[1]
- 石桁真礼生作品集 三浦洋一/瀬山詠子/石桁真礼生/築地利三郎 ビクター 1991年[1]